# Лозарево
Лоза́рево (болг. Лозарево) — село в Бургаській області Болгарії. Входить до складу общини Сунгурларе.

## Населення
За даними перепису населення 2011 року у селі проживали 880 осіб.
Національний склад населення села:
| Національність   | Кількість осіб | Відсоток |
| ---------------- | -------------- | -------- |
| болгари          | 591            | 69,4%    |
| цигани           | 161            | 18,9%    |
| турки            | 81             | 9,5%     |
| Всього відповіли | 852            |          |

Розподіл населення за віком у 2011 році:
Динаміка населення: